# 三ノ岳 (秋田県)
三ノ岳（さんのだけ）は、秋田県鹿角市にある山である。三の台（さんのだい）とも呼ばれる。

## 概要
標高618.0m。
裾野には、かつての長坂金山、真金山（槇山・巻山とも）金山、大葛金山などの金鉱山があった。また2007年（平成19年）に経済産業省から近代化産業遺産として認定された旧尾去沢鉱山も、三ノ岳に連なる山並みにその姿をとどめている。
秋田県道22号比内大葛鹿角線沿線の黒沢集落付近から林道が設置されている。
東側山麓には、秋田県鹿角市遺跡詳細分布調査報告書記載の岩淵遺跡・松館跡・後ロ田I遺跡・後ロ田II遺跡・石鳥谷遺跡・石鳥谷館跡・黒沢遺跡（縄文、奈良・平安、中世）などの遺跡がある。

## エピソード
この山が”ふるさとの山”と呼ばれる所以は、元曙小学校の校歌に由来する。
東京など首都圏などから鹿角地区に帰省する学生や出稼ぎの人たちが、米代川の上流から狭い湯瀬渓谷を通ってきたところで目にとまったのが、この三ノ岳であったという。

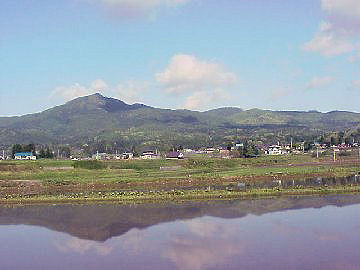
東から望む

## 近くの山
- 大森山